# Палаццо Памфили
Палаццо Памфили (итал. Palazzo Pamphilj) — дворец, выходящий на Пьяцца Навона в Риме (Италия), построенный в стиле барокко с 1644 по 1650 год.
В 1470 году Антонио Памфили купил три дома на южной стороне Пьяцца Навона. В 1644 году его потомок Джованни Баттиста Памфили становится папой Иннокентием Х (1644-1655). Он назначил Джироламо Райнальди, а позже и Франческо Борромини, архитекторами нового дворца Памфили. Джироламо Райнальди создал фасад дворца. Галерея, украшенная фресками Пьетро да Кортоны, большой зал и овальные лестницы принадлежат авторству Франческо Борромини. Иннокентий X подарил дворец своей свояченице Олимпии Майдальчини, имевшей в то время большое влияние в политике.
23 зала палаццо Памфили украшены многочисленными фресками известных художников — Джачинто Джеминьяни, Гаспара Дюге, Пьера Франческо Молы и других. Здание имеет три внутренних двора. В 1652-1672 годах в комплекс дворца была встроена церковь Сант-Аньезе-ин-Агоне.
С 1920 года в Палаццо Памфили располагается посольство Бразилии в Риме. Само здание перешло в собственность государства Бразилии в 1964 году. Из владений семьи известны также Вилла Дориа-Памфили в Риме, Палаццо Дориа-Памфили на Виа дель Корсо, также в Риме, и дворец в Вальмонтоне.